# يولا فالديز
جوليا «يولا» أمرسولو فالديز (من مواليد 11 ديسمبر 1968) ممثلة فلبينية، اشتهرت بدورها كأموور باورز في النسخة الأصلية من بانغاكو سا يو (2000) وبصفتها جانيس في سلسلة أفلام باغتس (1984).

## نشأتها
وُلدت إيولا فالديز في عيادة سينجيان (أصبحت فيما بعد مستشفى سينجيان) في 11 ديسمبر 1968 في سان ميغيل ، مانيلا لأأبيها إستانسيسلاو فيرمين فالديس (28 مارس 1920 في جابان ، نويفا ايسيجا - 24 مارس 1988) و غريس خورخي أمورسولو (24 نوفمبر 1927 في بينوندو ، مانيلا - 5 فبراير 2004 في لاس بينياس. كان جدها الأم رسام فلبيني فرناندو أمورسولو.

## روابط خارجية
- يولا فالديز على موقع IMDb (الإنجليزية)
- يولا فالديز على موقع قاعدة بيانات الفيلم (الإنجليزية)